# Filipjeviella viscosa
Filipjeviella viscosa är en rundmaskart som beskrevs av Allgen 1935. Filipjeviella viscosa ingår i släktet Filipjeviella och familjen Linhomoeidae. Arten är reproducerande i Sverige. Inga underarter finns listade i Catalogue of Life.